# Talapa
Talapa là một chi bướm đêm thuộc họ Erebidae.